# Ignaz Dinzl
Ignaz Dinzl (* 20. Oktober 1833 in Eppan, Südtirol; † 26. Juni 1897 in Graz) war ein österreichischer Rechtsanwalt und Politiker.

## Leben
Dinzl war der Sohn des Privatiers Ignaz Dinzl und dessen Ehefrau Rosina geb. Aigner. Er war römisch-katholisch und heiratete am 8. Februar 1872 Irene Nagele (* 30. September 1849). Aus der Ehe gingen vier Töchter hervor, von denen zwei jung starben.
Dinzl absolvierte ein Jus-Studium und schloss dies mit der Promotion zum Dr. jur. ab. Er wurde Advokaturs-Konzipient in Bozen und Villach und 1868 Advokat in Villach. Im Jahr 1874 erwarb er Schloss Mörtenegg (Villach, St. Martin). Im Jänner 1896 wurde er aus Krankheitsgründen aus der Kärntner Advokatenliste gelöscht.
Er ist auf dem Friedhof Villach St. Martin begraben.

## Politik
Ab 1870 war er Gemeinderat in Villach und Ausschussmitglied der Villacher Sparkasse. Vom 5. November 1872 (Nachwahl vom 30. Oktober 1872 nach Rücktritt von Josef Luggin) bis zu seiner Mandatsniederlegung am 9. September 1874 war er Abgeordneter im Kärntner Landtag für den Wahlkreis STM 2 Villach. Im Landtag war er Mitglied des Verifikations- und des juridisch politischen Ausschusses. Er gehörte dem Klub Verfassungspartei an. Nachfolger im Landtag wurde Karl Ghon.